# Attention aux chiens
Pour plus de détails, voir Fiche technique et Distribution.
Attention aux chiens est un film de comédie suisse écrit et réalisé par François-Christophe Marzal et sorti en 1999. 

## Fiche technique
- Titre original : Attention aux chiens
- Réalisation : François-Christophe Marzal
- Scénario : François-Christophe Marzal
- Photographie : Séverine Barde
- Montage : Jeanetta Ionesco, Xavier Ruiz
- Musique : Pascal Comelade
- Costumes : Carole Favre
- Pays d'origine : Suisse
- Langue originale : français
- Format :
- Genre : comédie
- Durée : 85 minutes
- Dates de sortie :
  - Suisse : 8 août 1999 (Festival international du film de Locarno)

## Distribution
- Jacques Roman : Alex
- Christian Gregori : Franck
- Delphine Lanza : Lorette
- Sacha Bourdo : Dario
- Ania Temler : Ava
- Jacques Michel : le commissaire
- Anne Martinet : Liz
- Maria Métral : la mère de l'enfant masqué
- Sibylle Blanc : la vendeuse du tabac